# Плоскиня (Рогачёвский район, деревня)
Плоски́ня (бел. Пласкіня) — деревня в Дворецком сельсовете Рогачёвского района Гомельской области Беларуси.

## География

### Расположение
В 24 км на запад от районного центра и железнодорожной станции Рогачёв (на линии Могилёв — Жлобин), 145 км от Гомеля.

### Гидрография
На реке Добосна (приток реки Днепр
).

## Транспортная сеть
Транспортные связи по просёлочной, затем автомобильной дороге Бобруйск — Гомель. Планировка состоит из прямолинейной улицы, близкой к меридиональной ориентации и застроенной деревянными усадьбами.

## История
В 1690 году упоминается как деревня в Речицком повете ВКЛ. В XIX веке селение в Рогачёвском уезде Могилёвской губернии. По ревизии 1816 года деревня Плоскиня Дворецкая. В 1925 году в Дворецком сельсовете Рогачёвского района Бобруйского округа. В 1929 году организован колхоз. Во время Великой Отечественной войны 15 жителей не вернулись с фронтов. Согласно переписи 1959 года в составе совхоза «Дворец» (центр — деревня Дворец).

## Население

### Численность
- 2004 год — 18 хозяйств, 30 жителей.

### Динамика
- 1816 год — 9 дворов, 40 жителей.
- 1925 год — 51 двор.
- 1959 год — 126 жителей (согласно переписи).
- 2004 год — 18 хозяйств, 30 жителей.